# Eleutherus
Eleutherus, eller Eleutherius, född i Nikopolis i norra Epirus, död 24 maj okänt år i Rom, var påve från cirka 174 till sin död, cirka 189. Helgon i katolska kyrkan, med festdag 26 maj.

## Biografi
Liber Pontificalis anger att Eleutherus var född i Nikopolis, och hans samtida Hegesippos att han var diakon under Anicetus pontifikat, vilket han torde ha förblivit tills han valdes till påve, omkring år 174.
Visserligen finns det kristna som led martyrdöden under den tid Eleutherus var påve, men förföljelserna verkar ha varit avsevärt mindre i omfattning än under andra perioder i den tidiga kyrkans historia. Under hans pontifikat hittade montanismen vägen från Mindre Asien till Rom och Gallien; katolikerna i Lyon skrev år 177 brev till sina trosfränder och till Eleutherus om att de förföljdes våldsamt av montanister från Frygien och Asien. Sändebudet som överlämnade detta brev var Irenaeus, som senare skulle bli biskop av Lyon. Av Eusebios skildringar förefaller det som om katolikerna trots allt strävade efter att överbygga motsättningarna, så att de båda grupperna igen skulle ingå gemenskap. Tertullianus berättar att biskopen av Rom vid något tillfälle skrev ett brev till montanisterna men att detta brev avfärdades av dess mottagare. Sannolikt var det Eleutherus som skickade detta brev, som länge tvekade med slutligen tog avstånd från montanisterna.
I Rom fortsatte gnostiker och marcioniter att predika sina läror. Liber Pontificalis berättar att Eleutherus utfärdade ett edikt att ingen sorts föda skulle avvisas av kristna (Et hoc iterum firmavit ut nulla esca a Christianis repudiaretur, maxime fidelibus, quod Deus creavit, quæ; tamen rationalis et humana est). Det är möjligt att detta edikt riktade sig mot gnostikerna och marioniterna, men det är också möjligt att författaren till Liber Pontificalis på eget bevåg tillskrev Eleutherus ett edikt som fanns tillgängligt omkring år 500.
En av de märkligaste uppgifterna i Liber Pontificalis handlar om Eleutherus och den kristna missionen. Eleutherus skulle, står det, ha mottagit ett brev från en brittisk kung Lucius som begärde att få bli kristen för Eleutherus skull (Hic accepit epistula a Lucio Brittanio rege, ut Christianus efficerentur per ejus mandatum). Detta kan med all sannolikhet avfärdas som osant. Möjligen kan en sammanblandning ha uppstått med Lucius Ælius Septimus Megas Abgar IX av Edessa, en kristen kung vars borg hette Britio. Legenden om att det skulle ha varit Britannien är emellertid fast förankrad i den antika och medeltida kristna litteraturen, och återfinns hos Beda venerabilis och i Historia Brittonum, och spred sig även till Schweiz.
Liber Pontificalis uppger att Eleutherus avled den 24 maj och begravdes nära Petrus på Vatikanen.